# Karl Gustav von Güldenstubbe

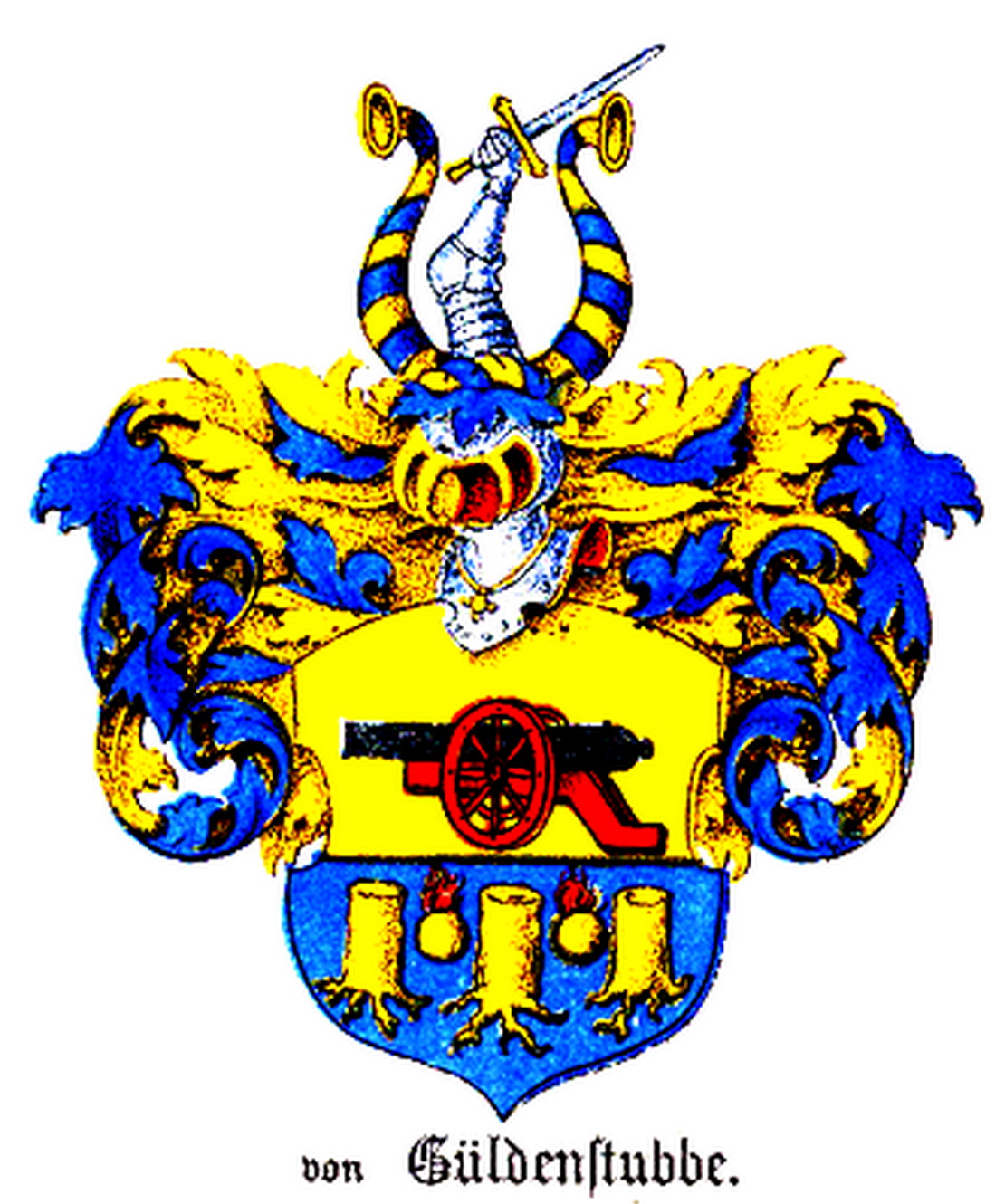
Familienwappen der von Güldenstubbe (1882)

Karl Gustav von Güldenstubbe (* 19. Mai 1798 in Magnushof (Livland); † 12. Mai 1867 in Arensburg) war ein Landespolitiker, von 1841 bis 1843 stellvertretender Landmarschall, Landrat und späterer Oberkirchenvorsteher der Insel Ösel in Livland.

## Familie
Karl Gustav stammte aus der bekannten baltisch-schwedischen Adelsfamilie der Güldenstubbe, die auf der livländischen Insel Ösel mehrere Güter besaß und sowohl landespolitischen als auch ritterschaftlichen Einfluss auf Ösel hatte. Sein Großvater war der Adelsmarschall Carl Gustav von Güldenstubbe (1739–1814). Seine Eltern waren der Richter und Landrat Peter Ludwig von Güldenstubbe (1772–1819) der mit Christine Dorothe, einer geborenen von Ekesparre (1778–1857) verheiratet war. Karl Gustav heiratete Johanna Apollonie (Polly) Pilar von Pilchau (1820–1880), sie hatten nachstehende Nachkommen:
- Clara Dorothea von Güldenstubbe (1844–1901), verheiratet mit Hermann Ludwig von zur Mühlen (1835–1910), estländischer Landrat
- Friedrich Ludwig von Güldenstubbe (1845–1917), Gerichtsassessor und Landrat, verheiratet mit Mathilde Valerie von Buxhoeveden (1849–1932)
- Selma Amalie von Güldenstubbe (1847–1851)
- Johanna Alexandrine von Güldenstubbe (1848–1851)
- Maximilian Reinhold Karl von Güldenstubbe (1850–1931), Landrichter  und Dichter, verheiratet mit Lucie Elisabeth von Bock (* 1862)
- Ernst Alexander von Güldenstubbe (1852–1932), Gerichtssekretär und Kirchenvorsteher, verheiratet mit Evangeline Elisabeth von Möller (* 1863)
- Mathilde von Güldenstubbe (1856–1929), Carl Guido Adalbert von Güldenstubbe (1848–1912), Gerichtsassessor